# جاش هالووی
جاشوا لی هالووی (به انگلیسی: Joshua Lee Holloway) (زاده ۲۰ ژوئیه ۱۹۶۹) بازیگر و مدل آمریکایی از منطقه فری هوم ایالت جورجیا است. بیشترین شهرت او بخاطر ایفای نقش جیمز سویر فورد در سریال آمریکایی گمشدگان است.

## سرآغاز زندگی
جاشوا لی هالووی در ایالت کالیفرنیا در منطقه‌ای که دره سیلیکون نامیده می‌شود زاده شد. زمانی که دو ساله بود خانواده‌اش به منطقه‌ای معروف به بلو ریج مانتین واقع در ایالت جورجیا نقل مکان کردند. او برادر دوم از میان چهار برادر است.
هالووی علاوه بر پدر و مادر و برادران خود، بستگان و خویشاوندان زیادی دارد که از جمله می‌توان به دکتر دیل هالووی، کشیش باپتیست (فرقه‌ای از مسیحیان) و کارل هالووی نویسنده‌ای که زمانی جزو زندانیان جنگ جهانی دوم بود اشاره کرد. او همچنین نوه بزرگ لولا هالووی است که در قرن بیستم، کتابی در خصوص خانواده هالووی نگاشته‌است.
هالووی در یکی از شهرهای کوچک جورجیای شمالی از منطقه فری هوم بزرگ شده و در دبیرستان چروک در منطقه کانتون ایالت جورجیا به تحصیل ادامه داده‌است. او از کودکی به سینما علاقه فراوانی داشت. هالووی یکسال در دانشگاه جورجیا به تحصیل پرداخت و سپس آنرا رها کرده و به صورت حرفه‌ای به دنبال کار مدل می‌رود.

## حرفه
علاقه وافرش به بازیگری، او را به لس آنجلس کشاند جایی که توانست در فیلم کمدی دکتر بنی به ایفای نقش بپردازد. بعدها او به عنوان نقش اصلی در فیلمهای «می آمیگو»، «آگوستی که می‌گذرد» و «قلب سرد» (بی عاطفه) به بازی پرداخت. به دنبال این نقشها، توانست با بازی در کنار دیوید کیث و جان رایز دیویس در فیلم سابرتوث محصول کانال علمی تخیلی آمریکا، به عنوان یک بازیگر ممتاز به رسمیت شناخته شود.
او همچنین با حضور در اپیزود «معتاد به عشق» از سریال «دختران خوب اینکار را نمی‌کنند»؛ اپیزود «یک پای چپ دیگر» از سریال «نیروی دریایی، بخش رسیدگی به جنایات»؛ اپیزود «اضطراب جدایی» از سریال «کمینگاه لیون»؛ اپیزود «جنایات قرون وسطایی» از سریال «واکر، رنجر تگزاس»؛ اپیزود «فرض کن هیچ چیز» از سریال «بررسی صحنه جرم»؛ اپیزود «شهر…» از سریال «فرشته» به کار بازیگری خود ادامه داد.
او در ویدئوی گروه موسیقی «ائرو اسمیت» در آهنگ کرایین، به عنوان دزدی که سعی می‌کند کیف پول آلیشیا سیلور استون را در رستوران دینر بدزد به ایفای نقش پرداخت. در این ویدئو آلیشیا سیلو استون، او را گیر انداخته و کتک مفصلی به او می‌زند.
هالووی همچنین در سال ۱۹۹۸ در ویدئوی «به من بگو» اثر خواننده و ترانه سرای انگلیسی «بیلی مایرز» ظاهر شد. او ابتدا در نقش یک مشتری که در کلوب بورلکس پشت بار نشسته دیده می‌شود و سپس در یک رابطه عاشقانه در نقش پارتنر مایر ظاهر می‌شود.
هالووی بخاطر ایفای نقش جیمز سایر فورد در سریال پرطرفدار تلویزیونی گمشدگان به شهرت جهانی رسید. ایفای نقش در این سریال، باعث معروف شدن هالووی شد اما فرصت کمی برای بازی در دیگر فیلمها در اختیارش گذاشت.
به نقل از روزنامه یو اس آ تودی، او بخاطر حضور در برنامه زمانبندی شده سریال لاست، نتواست در فیلم وسترنی که برد پیت نیز در آن به ایفای نقش پرداخته بود، بازی کند. با این وجود، او توانست فرصتی برای ایفای نقش در فیلم ترسناک «نجوا» به دست آورده و چون ستاره‌ای بدرخشد.
او همچنین در یک بازی ویدئویی با نام «فرمان و تصرف ۳: جنگ‌های تیبریوم» حضور یافت. در این بازی، او نقش یک افسر اطلاعاتی تیزهوش بنام آجی را در «انجمن برادری ناد»، بازی می‌کند که کار اصلیش کمک به بازیکنان از طریق در اختیار گذاشتن اطلاعاتی است که برای جنگهای آینده‌شان لازم است.
در ماه مه سال ۲۰۰۷، کمپانی فاکس قرن بیستم بار دیگر به هالووی، ایفای نقش گامبیت در سری چهارم فیلم «اکس من» را پیشنهاد داد. لازم به یادآوریست که در سال ۲۰۰۶ هالووی به عنوان کاندیدای نقش اصلی همین فیلم (سری سه) در نظر گرفته شده بود ولی بخاطر مشغله کاری در سریال لاست از قبول این نقش امتناع کرده بود. مدت کوتاهی بعد از آن، تولیدکنندگان فیلم تصمیم گرفتند که شخصیت گامبیت را از سری سه فیلم «اکس من» حذف کنند.
در سال ۲۰۰۵ مجله پیپل، هالووی را به عنوان یکی از پنجاه مرد جذاب جهان معرفی کرد. در ژانویه ۲۰۰۶ مجله این تاچ ویکیلی، از هالووی به عنوان جذاب‌ترین بازیگر تلویزیونی نام برد. در همان ماه، هالووی در رای‌گیری مردان جذاب جهان توسط خوانندگان مجله بریتانیایی اوکی، به عنوان هفدهمین مرد جذاب جهان انتخاب شد. در همان سال، در رای‌گیری جذاب‌ترین بازیگران هالیوود توسط مجله یو اس ویکلی، به عنوان دومین مرد جذاب تعیین شد. همچنین در مارس ۲۰۰۷ به عنوان چهره جدید تبلیغاتی در جهان برای عطرهای دیویدوف کول واتر انتخاب شد.
او در بهار سال ۲۰۰۸ به عنوان اولین سخنگوی مرد برای بستنی مگنوم ترکیه تعیین شد. سخنگوهای قبل از او اوا لانگوریا پارکر و الیزابت هارلی بودند. در همان سال در مجله تی وی گاید، در لیست ده ستاره جذاب مرد قرار گرفت.
در تابستان سال ۲۰۰۸ به گروه بازیگران فیلم «خونسرد بمان» که فیلم کمدی ساخته براداران پالیش است پیوست. دیگر بازیگران این فیلم عبارتند از: «وینونا رایدر»، «چوی چیس»، «شان آستین»، «مارک پالیش»، «جان کرایر» و «هیلاری داف».

## زندگی شخصی
در پایان فیلمبرداری قسمت «خلبان گمشده» در اوهایوی هاوایی به دوست دختر دیرینش یسیکا کومالا که اصالتاً اهل جاکارتای اندونزی است پیشنهاد ازدواج داد. آنها در اول اکتبر ۲۰۰۴ باهم ازدواج کردند.
علاقه‌مندی‌های هالووی، قایقرانی، دریانوردی، اسنو برد، هنرهای رزمی، موتورسواری و نواختن گیتار است.
او در تریلر شبکه چهار انگلستان گفت: من از نوشیدن آب جو لذت می‌برم و بزرگترین اختراع بشریت را الکل مقطر خواند در حالی که سایر بازیگران دعوت شده سریال در پاسخ این سؤال: قلم و کاغذ، چرخ و گیتار را اسم بردند.
در زمان فیلمبرداری گمشدگان در۲۹ آوریل سال ۲۰۰۹ در اوهایو، هالووی و یسیکا تولد اولین دخترشان به اسم «جاوا کومالا هالووی» را جشن گرفتند.

## فیلم‌شناسی
| سینما        | سینما                              | سینما                        | سینما                     |
| سال          | نام فیلم                           | نقش                          | توضیحات بیشتر             |
| ------------ | ---------------------------------- | ---------------------------- | ------------------------- |
| ۲۰۰۱         | قلب سرد                            | شان                          |                           |
| ۲۰۰۲         | آگوستی که می‌گذرد                   | لورن کارول                   |                           |
| ۲۰۰۲         | می آمیگو                           | پال جوان                     |                           |
| ۲۰۰۲         | اشکهای دخترم                       | نامشخص                       |                           |
| ۲۰۰۲         | سابرتوث                            | ترنت پارکس                   |                           |
| ۲۰۰۳         | دکتر بنی                           | فب                           |                           |
| ۲۰۰۶         | فقط بلند فریاد بکش                 | در نقش خودش                  |                           |
| ۲۰۰۷         | نجواگر                             | مکس ترومونت                  |                           |
| ۲۰۰۹         | خونسرد باش                         | وینو                         |                           |
| ۲۰۱۱         | مأموریت غیرممکن: پروتکل شبح        | ترور هاناوی                  |                           |
| ۲۰۱۱         | پروژه پنج                          | بیل                          |                           |
| تلویزیون     |                                    |                              |                           |
| سال          | نام فیلم                           | نقش                          | توضیحات بیشتر             |
| ۱۹۹۹         | فرشته                              | در نقش مرد خوش چهره          | اپیزود شهر…               |
| ۲۰۰۱         | واکر، رنجر تگزاس                   | بن ویلی                      | اپیزود جنایات قرون وسطایی |
| ۲۰۰۳         | بررسی صحنه جرم                     | کنی ریچموند                  | اپیزود فرض کن هیچ چیز     |
| ۲۰۰۳         | کمیگاه لیون                        | سازنده اسباب بازی (دوست لنا) | اپیزود اضطراب جدایی       |
| ۲۰۰۴         | نیروی دریایی، بخش رسیدگی به جنایات | کلانتر                       | یک پای چپ دیگر            |
| ۲۰۰۴         | دختران خوب اینکار را نمی‌کنند       | اریک                         | اپیزود معتاد به عشق       |
| ۲۰۱۰_۲۰۰۴    | لاست                               | جیمز سویر فورد               | ایفای نقش در ۹۸ اپیزود    |
| 2020-2021    | یلو استون                          | روآرک موریس                  | ایفای نقش در 10 اپیزود    |
| موزیک ویدئو  |                                    |                              |                           |
| سال          | نام                                | نقش                          | توضیحات بیشتر             |
| ۱۹۹۳         | گریان                              | دزد کیف                      |                           |
| بازی ویدئویی |                                    |                              |                           |
| سال          | نام                                | نقش                          | توضیحات بیشتر             |
| ۲۰۰۷         | فرمان و تصرف ۳: جنگ‌های تیبریوم     | آجی                          |                           |
| ۲۰۰۹         | بازی ویدئویی گمشدگان دوموس         | جیمز سویر فورد               |                           |

## تبلیغات
| سال          | مارک             | کشور         |
| ------------ | ---------------- | ------------ |
| ۲۰۰۷ تا کنون | دیویدوف کول واتر | در سطح جهانی |
| ۲۰۰۸         | مگنوم (بستنی)    | ترکیه        |